# Hilda Smith
Pour les articles homonymes, voir Smith.
Hilda Smith, née le 30 juin 1909 à Leigh et morte en janvier 1995 à Leigh, est une gymnaste artistique britannique.

## Carrière
Hilda Smith remporte aux Jeux olympiques d'été de 1928 à Amsterdam la médaille de bronze du concours général par équipes féminin avec Amy Jagger, Carrie Pickles, Annie Broadbent, Jessie Kite, Lucy Desmond, Doris Woods, Margaret Hartley, Queenie Judd, Midge Moreman, Ethel Seymour et Ada Smith.